# Albert Ehrenstein
Albert Ehrenstein (Ottakring, 23 de diciembre de 1886 - Nueva York, 8 de abril de 1950) fue un escritor expresionista alemán, de ascendencia judía. Su poesía es un ejemplo de rechazo de los valores burgueses y la fascinación por Oriente, en particular por China. Pasó la mayor parte de su vida en Berlín, pero también viajó por toda Europa, África y el Lejano Oriente. En 1930 viajó al Mandato británico de Palestina, y publicó sus impresiones en una serie de artículos. Poco antes de la toma de posesión nazi se trasladó a Suiza y, en 1941, a Nueva York, donde murió.

## Obras

### Poesía
- Der Mensch Schreit (1916)
- Die rote Zeit (1917)
- Briefe an Gott (1922)
- Das gelbe Lied (1933)

### Prosa
- Tubutsch (1911)
- Der Selbstmord eines Katers (1912)
- Ritter des Todes (1926)
- Gedichte und Prosa